# فرنسيس جوزيف قالبرايث
فرنسيس جوزيف قالبرايث (بالإنجليزية: Francis Joseph Galbraith)‏ هو دبلوماسي أمريكي، ولد في 1913، وتوفي في 1986.